# Culex mundulus
Culex mundulus är en tvåvingeart som beskrevs av Grunberg 1905. Culex mundulus ingår i släktet Culex och familjen stickmyggor.
Artens utbredningsområde är Nigeria. Inga underarter finns listade i Catalogue of Life.